# Spółka osobowa
Spółka osobowa – spółka prawa handlowego, której działalność opiera się na osobistej więzi między jej wspólnikami, prowadząca przedsiębiorstwo pod własną firmą. Do spółek osobowych zalicza się spółkę jawną, spółkę partnerską, spółkę komandytową i spółkę komandytowo-akcyjną. 

## Charakterystyka ogólna
Spółka osobowa oparta jest na więzi zachodzącej między jej wspólnikami i ich osobistemu zaangażowaniu w działalność spółki. Jest przy tym strukturą odrębną od wspólników, zarówno pod względem organizacyjnym, jak i majątkowym. Spółki osobowe są bowiem jednostkami organizacyjnymi mającymi zdolność prawną, co oznacza, że mogą we własnym imieniu nabywać prawa, w tym własność nieruchomości i inne prawa rzeczowe oraz zaciągać zobowiązania – a więc samodzielnie uczestniczyć w obrocie gospodarczym. Spółki osobowe posiadają także zdolność sądową i zdolność procesową, tj. mogą samodzielnie występować w procesie sądowym jako strona, pozywać oraz być pozywane.
Mimo wskazanych wyżej właściwości spółek osobowych, nie posiadają one
osobowości prawnej. Dwie główne cechy odróżniające spółki osobowe od osób
prawnych to: 
- brak organów spółek osobowych (wyjątki od tej zasady przewiduje konstrukcja spółki partnerskiej oraz spółki komandytowo-akcyjnej),

- co do zasady, nieograniczona odpowiedzialność wspólników spółek osobowych za zobowiązania spółki, solidarna ze spółką i pozostałymi wspólnikami (Kodeks spółek handlowych przewiduje istotne wyjątki w tym zakresie w odniesieniu do odpowiedzialności wspólników spółki partnerskiej, komandytariuszy spółki komandytowej oraz akcjonariuszy spółki komandytowo-akcyjnej).

## Powstanie spółki osobowej
Spółki osobowe powstają z chwilą wpisu ich do rejestru przedsiębiorców Krajowego Rejestru Sądowego (wpis o charakterze konstytutywnym). Wpis taki musi być poprzedzony zawarciem przez wspólników stosownej umowy spółki, a w przypadku spółki komandytowo-akcyjnej – podpisaniem statutu przez założycieli. Forma oraz treść umowy spółki oraz statutu uzależniona jest od rodzaju spółki. Do zawiązania spółki jawnej oraz spółki partnerskiej niezbędne jest zawarcie umowy w formie pisemnej pod rygorem nieważności. Pozostałe spółki osobowe, tj. spółka komandytowa i spółka komandytowo-akcyjna wymagają zawarcia umowy spółki lub podpisania statutu w formie aktu notarialnego. 

## Odpowiedzialność wspólników za zobowiązania spółki osobowej
Szczegółowe zasady dotyczące odpowiedzialności wspólników za zobowiązania spółki osobowej kształtują się odrębnie w zależności od typu spółki. 
Wspólnik spółki jawnej, będącej podstawową spółką osobową, odpowiada za zobowiązania spółki bez ograniczenia, całym swoim majątkiem solidarnie z
innymi wspólnikami (oraz ze spółką).  Oznacza to, że wierzyciel może żądać całości lub części świadczenia od wszystkich wspólników łącznie, od kilku z nich lub od każdego z osobna, a zaspokojenie wierzyciela przez któregokolwiek ze wspólników zwalnia pozostałych. W przypadku, gdy roszczenie zostanie zaspokojone przez jednego lub niektórych ze wspólników, wspólnicy ci mogą żądać od pozostałych zwrotu odpowiedniej części tego świadczenia. Odpowiedzialność wspólnika spółki jawnej ma charakter subsydiarny, co oznacza, że wierzyciel spółki może dochodzić roszczeń od wspólnika, co do zasady, dopiero gdy egzekucja z majątku spółki okaże się bezskuteczna. 
Ze względu na specyfikę spółki partnerskiej, jako spółki przeznaczonej do wykonywania w jej ramach wolnego zawodu, Kodeks spółek handlowych przewiduje wyjątek od pełnej i solidarnej odpowiedzialności wspólników tej spółki (partnerów). Wprowadza on bowiem zasadę, że za zobowiązania spółki powstałe w wyniku wykonywania wolnego zawodu przez określonego partnera i osoby
zatrudnione przez spółkę, lecz podlegające bezpośrednio kierownictwu tego partnera,
pozostali partnerzy nie ponoszą odpowiedzialności. We wszystkich innych sytuacjach partnerzy odpowiadają tak, jak wspólnicy spółki jawnej. Partnerzy mogą jednak w umowie spółki rozszerzyć odpowiedzialność jednego lub kilku partnerów tak, aby zawsze odpowiadali oni jak wspólnicy spółki jawnej.          
W spółce komandytowej występują dwie kategorie wspólników – komandytariuszy i komplementariuszy, które różnią się w zakresie zasad ponoszenia odpowiedzialności. Komplementariusz jest wspólnikiem odpowiadającym bez ograniczenia za zobowiązania spółki. Jego pozycja prawna jest zrównana z pozycją wspólnika spółki jawnej. Odpowiedzialność komandytariusza jest natomiast istotnie ograniczona – wspólnik ten odpowiada bowiem za zobowiązania tylko do określonej w umowie spółki kwoty tzw. sumy komandytowej. Jeżeli natomiast komandytariusz wniesie do spółki wkład o wartości co najmniej równej sumie komandytowej wówczas wolny jest od osobistej odpowiedzialności.
Podobnie jak w przypadku spółki komandytowej, w spółce komandytowo-akcyjnej również występują dwie, różniące się zakresem odpowiedzialności, kategorie wspólników, tj. komplementariusze i akcjonariusze. Komplementariusz jest wspólnikiem, który tak jak w przypadku spółki komandytowej ponosi pełną odpowiedzialność za zobowiązania spółki, na zasadach właściwych dla wspólnika spółki jawnej. Akcjonariusz nie odpowiada natomiast wobec osób trzecich za zobowiązania spółki komandytowo-akcyjnej.

## Reprezentacja i prowadzenie spraw spółki osobowej
Podobnie jak w przypadku odpowiedzialności, również zasady reprezentacji i prowadzenia spraw spółki kształtują się odrębnie w zależności od typu spółki osobowej.
W spółce jawnej prawo do reprezentacji spółki, tzn. do składania oświadczeń woli i dokonywania czynności prawnych w stosunkach zewnętrznych spółki ze skutkiem dla spółki, ma każdy ze wspólników spółki jawnej (zasada samodzielnej reprezentacji), chyba że umowa spółki stanowi inaczej. Każdy ze wspólników spółki jawnej ma również prawo i obowiązek prowadzenia spraw spółki (stosunki wewnętrzne spółki), w tym może bez uprzedniej uchwały wspólników prowadzić sprawy nieprzekraczające zakresu zwykłych czynności spółki. W sprawach przekraczających zakres zwykłych czynności spółki wymagana jest natomiast zgoda wszystkich wspólników spółki jawnej.
Wspólnicy spółki partnerskiej mogą wybrać jeden z dwóch sposobów reprezentowania spółki. Pierwszy z nich jest analogiczny do reprezentacji w spółce jawnej, tzn. prawo do reprezentacji ma każdy z partnerów, chyba że umowa spółki stanowi inaczej. Drugim modelem reprezentacji w spółce partnerskiej jest powołanie zarządu. W przypadku wybrania tej metody reprezentacji, do zarządu spółki partnerskiej stosuje się przepisy o zarządzie w spółce z ograniczoną odpowiedzialnością. Prowadzenie spraw spółki partnerskiej odbywa się na zasadach właściwych dla spółki jawnej.
Zasady reprezentacji i prowadzenia spraw spółki komandytowej, podobnie jak zasady odpowiedzialności jej wspólników za zobowiązania spółki, powiązane są ze statusem poszczególnych wspólników. Osobista odpowiedzialność komplementariusza za zobowiązania spółki powiązana jest z przysługującym mu uprawnieniem do reprezentowania spółki oraz prowadzenia jej spraw. Komandytariusz, którego odpowiedzialność za zobowiązania spółki jest ograniczona, nie może natomiast reprezentować spółki (wyjątkiem jest działanie przez niego jako pełnomocnik) oraz prowadzić spraw spółki. Komandytariusz wyraża natomiast zgodę na czynności komplementariusza przekraczające zakres zwykłych spraw spółki. 
Podobnie kształtują się uprawnienia wspólników do reprezentacji i prowadzenia spraw spółki w spółce komandytowo-akcyjnej. Wspólnikiem
uprawnionym do reprezentacji i prowadzenia spraw spółki jest komplementariusz, który ponosi pełną odpowiedzialność za zobowiązania spółki. Komplementariuszowi nie przysługuje jednak prawo do prowadzenia spraw spółki należących do kompetencji walnego zgromadzenia lub rady nadzorczej spółki. Akcjonariusz może natomiast reprezentować spółkę wyłącznie jako pełnomocnik, a udział w prowadzeniu spraw spółki może ograniczać się wyłącznie do działania w ramach organów spółki (walnego zgromadzenia lub rady nadzorczej). 

## Zmiana składu wspólników w spółce osobowej
Ze względu na szczególny charakter spółek osobowych, które oparte są na więzi zachodzącej między wspólnikami, Kodeks spółek handlowych przewiduje szczególne wymogi związane z przeniesieniem ogółu praw i obowiązków („udziału”) wspólnika spółki osobowej. Po pierwsze, przeniesienie może nastąpić tylko wówczas, gdy umowa spółki tak stanowi. W sytuacji, gdy umowa spółki nie przewiduje możliwości przeniesienia, jest ono niedopuszczalne. Po drugie, Kodeks spółek handlowych ustanawia wymóg uzyskania pisemnej zgody na przeniesienie ogółu praw i obowiązków, udzielonej przez pozostałych wspólników. Umowa spółki może jednak zawierać inne postanowienia w tym zakresie, np. przewidywać, że zbycie ogółu praw i obowiązków może nastąpić bez konieczności uzyskania jakiejkolwiek zgody. Ogół praw i obowiązków wspólnika jest zawsze przenoszony jako niepodzielna całość, a zatem w wyniku przeniesienia na nabywcę przechodzą wszystkie przenoszalne prawa i obowiązki występującego ze spółki wspólnika.
Zbycie akcji w spółce komandytowo-akcyjnej odbywa się według odmiennych zasad, właściwych dla spółki akcyjnej.

## Opodatkowanie spółki osobowej
Spółki osobowe nie są podatnikami podatku dochodowego (z wyjątkiem spółki komandytowej i komandytowo-akcyjnej, które są opodatkowane podatkiem CIT na zasadach właściwych dla spółek kapitałowych). Podatnikami tego podatku są natomiast bezpośrednio wspólnicy spółek osobowych. Przychody z udziału w spółce osobowej u każdego wspólnika określa się proporcjonalnie do jego prawa w udziale w zysku. W przypadku braku odmiennego zastrzeżenia przyjmuje się, że prawa do udziału w zyskach spółki są równe dla wszystkich wspólników. 
Wszystkie spółki osobowe są natomiast podatnikami podatku od towarów i usług (VAT) oraz podatku akcyzowego. Spółki osobowe posiadają swój własny numer NIP i REGON.

## Ustanie bytu spółki osobowej
Ustanie bytu prawnego spółki osobowej następuje z chwilą wykreślenia jej z rejestru przedsiębiorców Krajowego Rejestru Sądowego. Ustanie spółki osobowej poprzedza ostatni etap jej istnienia, tj. likwidacja. Faza ta rozpoczyna się z chwilą rozwiązania spółki osobowej. Wspólnicy mogą w umowie spółki przewidzieć, że zajście określonych okoliczności spowoduje rozwiązanie spółki. Rozwiązanie spółki następuje również w wyniku podjęcia przez wszystkich wspólników jednomyślnej uchwały w tym zakresie (lub w przypadku spółki komandytowo-akcyjnej – podjęcia uchwały walnego zgromadzenia za zgodą wszystkich akcjonariuszy). Ponadto w Kodeksie spółek handlowych przewidziano jeszcze inne przypadki rozwiązania właściwe dla każdej ze spółek osobowych.